# Liste der Naturschutzgebiete in Herne
Die Liste der Naturschutzgebiete in Herne enthält die Naturschutzgebiete der kreisfreien Stadt Herne in Nordrhein-Westfalen.

## Liste
| Schlüssel- nummer | Gebietsname                                         | CDDA- Sitecode | IUCN- Kategorie | Schutzwürdige Biotope     | Fläche in ha | Flächen- anzahl | Jahr der Ausweisung | Bild               |
| ----------------- | --------------------------------------------------- | -------------- | --------------- | ------------------------- | ------------ | --------------- | ------------------- | ------------------ |
| HER-001           | Voßnacken                                           | 166103         | IV              | BK-4409-0036              | 18,74        | 1               | 1989                |                    |
| HER-002           | Langeloh – In der Hemke                             | 164346         | IV              | BK-4409-0019 BK-4409-0020 | 39,17        | 1               | 1994                |                    |
| HER-003           | Bergehalde Pluto-Wilhelm                            | 344621         | IV              | BK-4408-0005              | 12,35        | 1               | 2005                |                    |
| HER-004           | Resser Wäldchen (Teilfläche auf Herner Stadtgebiet) | 344753         | IV              | BK-4408-0004              | 24,92        | 1               | 2000                | Resser Wäldchen    |
| HER-005           | Volkspark Sodingen                                  | 555632861      | IV              | BK-4409-0013 BK-HER-00003 | 29,65        | 1               | 2016                | Volkspark Sodingen |